# ここではないどこかへ
『ここではないどこかへ』は、小南敏也監督の日本映画。『ここではないどこかへ　〜わたしが犯した罪と罰〜』のほか、別題に『密着指導 教えてあげる』『背徳女教師　覗かれた補習授業』がある。

## 概要
クロガラスシリーズの監督などで実績を積む小南監督による初のピンク映画監督作。ピンク映画ではおなじみの教師と生徒のインモラルなロマンス劇を新たな切り口で描く。2021年11月5日に成人映画館にて『密着指導 教えてあげる』（R18+指定）のタイトルで公開された後、同年11月12日よりテアトル新宿の「OP PICTURES+フェス2021」にて『ここではないどこかへ　〜わたしが犯した罪と罰〜』（R15+指定）のタイトルで上映された。また、R15+版DVD化に際しタイトルが『背徳女教師　覗かれた補習授業』に変更された。
撮影・照明担当は、『クロガラス』シリーズでも小南と組んだ今井哲郎。小南は学生時代からピンク映画に憧れを持ち、城定秀夫のもとで助監督を経験。城定も所属するProduction Lennyがプロデュース、および製作協力している。
R18+版、R15+版、どちらも70分の上映時間となっている。
前述のように監督の小南にとって初のピンク映画だけにエロの王道を意識した構成、物語となった。映画ライターの切通理作は「城定監督であったなら教え子の覗き見のドキドキや関係性のギャップをユーモアや人情味をまぶすのに対し、小南監督はあくまで教師側に立って、教え子を暴力的なまでにエロスに巻き込んでいくアクティブな姿勢」と王道の設定だけに演出対比の面白さを言及したが、一方で王道性にこだわるあまり人物像がシチュエーションのままに留まっており、古川が感情の芝居を背負い込みすぎるなど膨らみ不足になっていることを指摘。「面白い映画だけれど……、筆者にとって膝を打つには複雑な気持ちになる」とキネマ旬報誌で記述している。

## あらすじ
数学教師の鈴原のぞみは、生徒とある問題を起こしてしまったため、地元に戻る。その目的は亡母の墓地を訪ねるためだったが、のぞみは途中の田舎道で過労が祟って倒れてしまう。のぞみを助けたのは同級生だった早苗と、夫でかつての恩師・良彦だった。彼らと再会したことにより、のぞみは住み込みで良彦の連れ子・篤志の家庭教師を頼まれる。

## 登場人物
鈴原のぞみ
演 - 古川いおり
生徒との淫行が問題となり辞職した数学教師。田舎道を大きなカバンと花束を持を持って帰ってくる。
佐々木早苗　
演 - 栗林里莉
良彦の妻。篤志の義理の母。鈴原とは高校時代の同級生で、当時は鈴原をいじめていた。
鈴原涼子　
演 - 倖田李梨
のぞみの母。
佐々木篤志
演 - 金子雄也
良彦の息子。
佐々木良彦
演 - 川瀬陽太
早苗の夫。篤志の実父。鈴原の恩師である。
奏多
演 - 剣斗
のぞみと淫らな関係を結んだ生徒。
中年男
演 - ケイチャン
涼子と不倫関係にある反社会的な男。
冒頭の教師
演 - 麻木貴仁
のぞみと生徒の行いを目撃する教師。

## スタッフ
- 監督・脚本・編集：小南敏也
- プロデューサー：久保獅子
- 撮影・照明：今井哲郎
- 録音：大塚学
- 助監督：浅木大、貝原クリス亮
- スチール：本田あきら
- 撮影助手：高橋基史
- 制作応援：別府啓太・阪田翔太郎、渡邊創時
- 仕上げ：東映ラボ・テック
- 制作：Production Lenny
- 配給・提供：オーピー映画